# بين كان
بين كان (بالإنجليزية: Ben Kane)‏ هو لاعب كرة قدم أسترالية أسترالي، ولد في 22 مارس 1983.

## وصلات خارجية
- بين كان على موقع AustralianFootball.com (الإنجليزية)
- بين كان على موقع AFLtables.com (الإنجليزية)